# محمد الفتیل
محمد الفتیل (به عربی: محمد آل فتيل؛ زادهٔ ۴ ژانویهٔ ۱۹۹۲) یک بازیکن فوتبال اهل عربستان است که در پست مدافع میانی برای باشگاه فوتبال النصر در لیگ حرفه‌ای عربستان و تیم ملی عربستان بازی می‌کند.